# Nekum
Nekum is een buurtschap in het zuiden van de Nederlandse stad Maastricht.

## Ligging
De buurtschap ligt in het Jekerdal aan de Jeker en omvat de straten Nekummerweg, en een deel van Cannerweg en Mergelweg. Nekum ligt in de buurt Sint Pieter tussen Neerkanne en de Maastrichtse buurten Wolder en Biesland.

## Geschiedenis

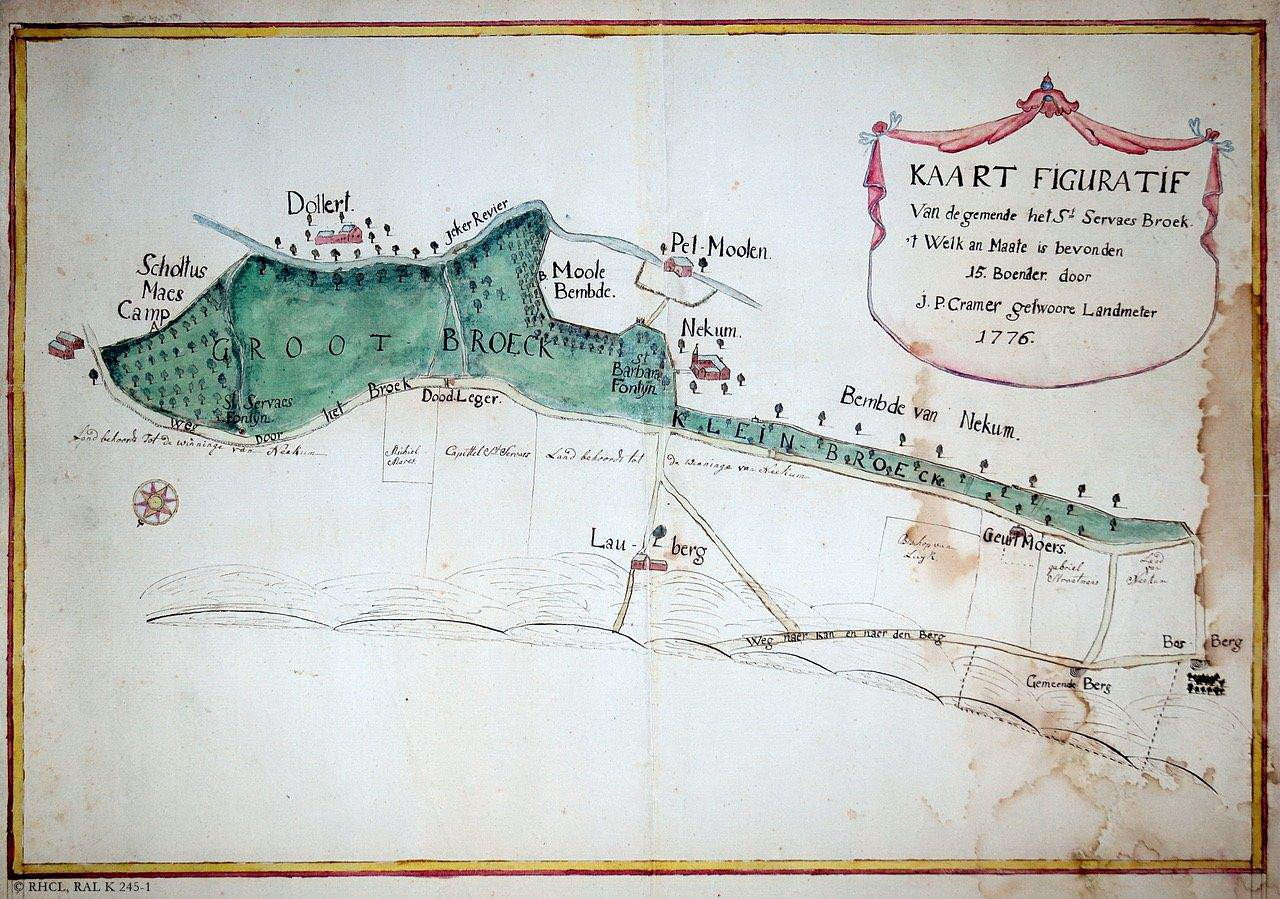
Landmeterskaart uit 1776 met Nekum ten oosten – de kaart is gedraaid – van het Servaasbroek ("Groot- en Klein-Broeck")

Nekum wordt voor het eerst vermeld ("Nidichem") in 1294. Vroeger lag hier het Servaasbroek, een drassig, boomrijk gebied, dat tot de gemene gronden behoorde. Soms werd hier turf gestoken, als er gebrek was aan andere brandstoffen.

## Bezienswaardigheden
Bij de buurtschap liggen op de helling van de Sint-Pietersberg:
- De Tombe
- Groeve de Tombe

De buurtschap omvat ook diverse rijksmonumenten, waaronder:
- De Nekummermolen, een watermolen op de Jeker
- Hoeve Nekum, een monumentale boerderij, voor het eerst afgebeeld op een prent uit 1632 als Huis te Neckum
- Villa Canne, Mergelweg nr. 454

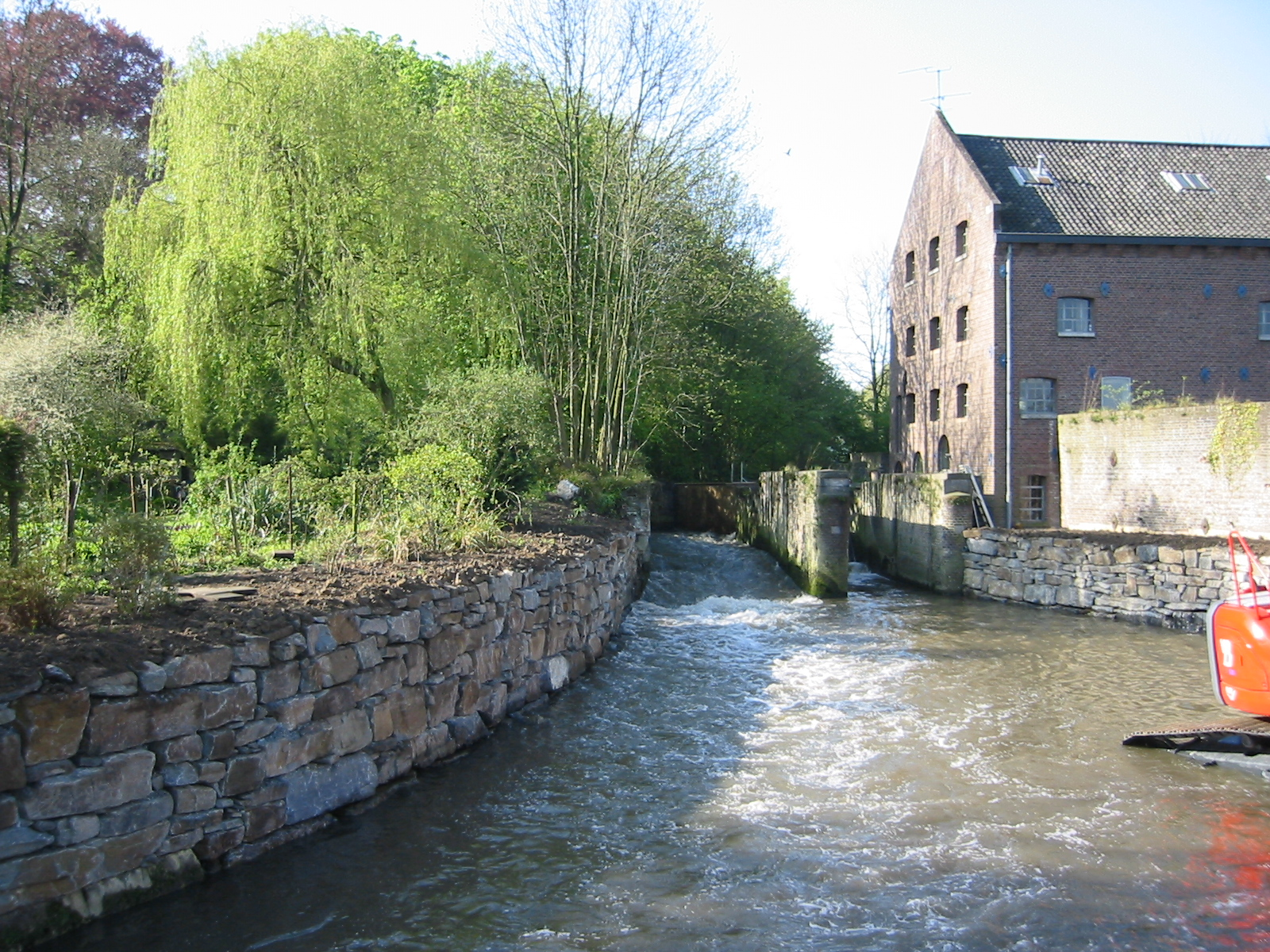
Nekummermolen
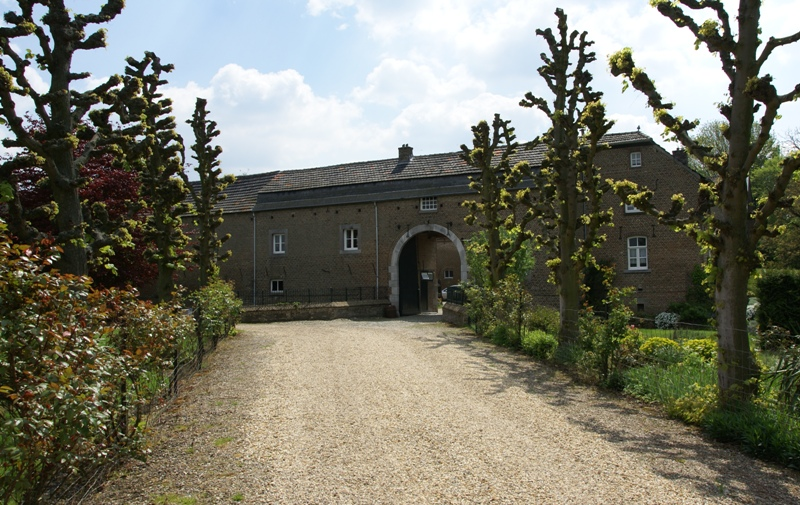
Hoeve Nekum
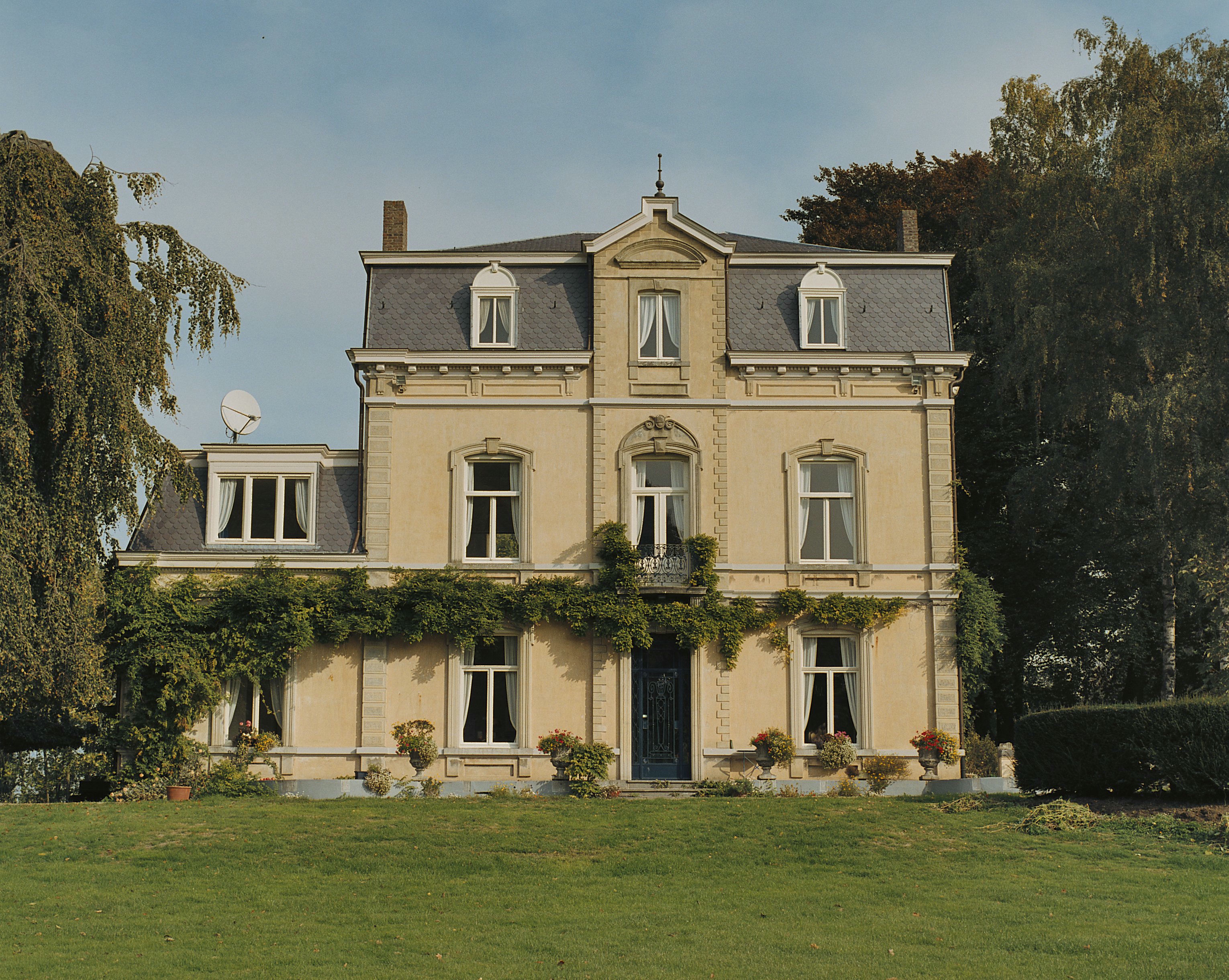
Villa Canne